# Гиллик, Виктория
Виктория Гиллик (англ. Victoria D. M. Gillick, урождённая Гаджен англ. Gudgeon, род. 1946, Хендон, Большой Лондон) — британская активистка и участница кампании, наиболее известная благодаря одноимённому постановлению Палаты лордов Великобритании в 1985 году, в котором рассматривалось вопрос о том, можно ли назначать противозачаточные средства детям до 16 лет без согласия или ведома родителей. Постановление установило термин «компетенция Гиллик» для описания того, может ли молодой человек в возрасте до 16 лет дать согласие на собственное медицинское лечение без необходимости разрешения или ведома родителей.
Исповедующая католицизм мать десяти детей (пяти сыновей и пяти дочерей), Гиллик начала свою кампанию в 1980 году в ответ на циркуляр DHSS, опубликовавший рекомендации по контрацепции, в котором говорилось, что несовершеннолетний может дать согласие на лечение, и что в этих обстоятельствах родитель не может применить право вето.
В 2000 году Гиллик проиграла иск о клевете против Консультативных центров Брука, которые, как она утверждала, обвинили её в «моральной ответственности» за рост числа подростковых беременностей. Ей были присуждены судебные издержки в размере 4298,15 фунтов стерлингов. Однако в 2002 году она добилась извинений и возмещения ущерба на сумму 5000 фунтов стерлингов и судебных издержек.
Гиллик проживает в Висбиче, она замужем за членом совета графства Кембриджшир и бывшим советником Партии независимости Гордоном Гилликом. Один из их сыновей — художник Джеймс Гиллик.